# Pseudophisma aeolida
Pseudophisma aeolida är en fjärilsart som beskrevs av Druce 1890. Pseudophisma aeolida ingår i släktet Pseudophisma och familjen nattflyn. Inga underarter finns listade.